# Unidos da Baixada
Grêmio Recreativo Cultural Escola de Samba Unidos da Baixada é uma escola de samba criada em 2015 que desfila no carnaval de Santos. A agremiação é localizado no bairro do Jardim Castelo, em Santos, fundada em 2007. A escola começou como pleiteante mas passou em segundo lugar e agora se une ao grupo de acesso.

## Histórico

### Presidentes
| Presidente                      | Presidente | Presidente |
| Nome                            | Mandato    | Ref.       |
| ------------------------------- | ---------- | ---------- |
| Alexander de Oliveira Cerqueira | 2015-atual | [ 1 ]      |

### Mestre-sala e Porta-bandeira
| Período           | Casal                           | Ref. |
| ----------------- | ------------------------------- | ---- |
| 2019 - atualmente | Juliandro Albuquerque e Thabata |      |

## Carnavais
| Ano  | Colocação         | Grupo      | Enredo | Carnavalesco         | Intérprete       | Pontuação | Ref         |
| ---- | ----------------- | ---------- | --- | -------------------- | ---------------- | --------- | ----------- |
| 2015 | 2º. Lugar         | Pleiteante | Ganga Zumba - Zumbi – Zâmbi – o gênio do mal o senhor da guerra! (Composição:Xuxo, Sandro Simões e Luciano Rocha)                             | Comissão de Carnaval | Fabiano Oliveira | 150.1     | [ 2 ]       |
| 2016 | 2º. Lugar         | Grupo 1    | A Fé da Nossa Senhora do Monte Serrat! (Composição: Robson, Júnior Bicalho, Léo Bicalho, Gustavinho, Xuxu do Cavaco, Tubarão e Will da Magia) | Comissão de Carnaval | Fabiano Oliveira | 170.7     | [ 3 ] [ 4 ] |
| 2017 | 5o.               | Grupo 1    | "Vai Vai da várzea dos esfarrapados para o sambódromo do Anhembi, e a tradição continua."                                                     |                      |                  |           |             |
| 2018 | 5o.               | Grupo 1    | Dos gladiadores do Império Romano a luta de um povo nômade. Saltimbancos da alegria abram as cortinas, o circo chegou                         |                      |                  |           |             |
| 2019 | 5° lugar suspensa | grupo 1    | Bom de Bola, Bom de Samba, Sou Unidos de Verdade, Sou Cabeto, Sou Família e Também Comunidade                                                 |                      |                  |           |             |

## Prêmios e Indicações
Premiações ou indicações obtidas pela agremiação:
Estandarte Santista
- 2015: Melhor Escola do Grupo de Acesso/Pleiteante (7º. Lugar) [5]